# Warpe
Warpe er en kommune med knap 800 indbyggere (2012), beliggende i den nordlige del af Landkreis Nienburg/Weser, i den tyske delstat Niedersachsen.

## Geografi
Warpe er en kommune i den sydvestlige del af Samtgemeinde Grafschaft Hoya. Bückener Mühlenbach løber gennem kommunen, og langs den findes flere nedlagte, nogle forfaldne og andre restaurerede vandmøller.

### Inddeling
I kommunen ligger landsbyerne
- Helzendorf
- Nordholz
- Warpe
- Windhorst